# Герб Сан-Марино
Герб Сан-Марино появился в XIV веке. Является символом свободы и суверенитета самой старой ныне существующей республики в мире.
Состоит из следующих деталей:
- На синем щите изображены три зелёные горы, на каждой из них находится серебристая башня, украшенная страусиным пером. Башни означают три крепости Сан-Марино — Гуаита, Честа и Монтале, а горы — три вершины Монте Титано.
- Девиз «LIBERTAS» (лат. свобода). Он выражает удивительное сохранение независимости этой маленькой страны в окружении больших государств. Также это связано с последними словами основателя Сан-Марино: «Оставляю вас свободными»
- Дубовая и лавровая ветви, окружающие герб, означают стабильность и защиту свободы.
- Корона сверху означает суверенитет.

Герб Сан-Марино украшает национальный флаг и эмблему футбольной команды FSGC.